# Ernst Friedrich von Dörnberg
Ernst Friedrich von Dörnberg (* 16. April 1801 in Regensburg; † 26. November 1878 ebenda) war bis 1871 Chef der Thurn & Taxis’schen Gesamtverwaltung.

## Leben
Ernst Friedrich war der Sohn des bayerischen Generalkommissärs Konrad Heinrich (Ernst Friedrich) von Dörnberg und der Freiin Wilhelmine Sophie von Glauburg (1775–1835). Er war der Bruder der Wilhelmine von Dörnberg (1803–1835), die 1828 Fürst Maximilian Karl von Thurn und Taxis heiratete und der Sophie von Dörnberg (1795–1854), die 1817 Graf von Pückler und Limpurg heiratete. Ernst Friedrich von Dörnberg war ab 1824 Forstverwalter in Hohengebraching und von 1828 bis 1871 Chef der Thurn & Taxis’schen Gesamtverwaltung, deren Vermögen an Aktien und Staatspapieren er zwischen 1835 und 1871 mehr als verzehnfachte. Er trat politisch in den 1863 veröffentlichten „Dörnberg’schen Denkschriften“ zur Reform des Deutschen Bundes im Sinne der Familie Thurn und Taxis für eine großdeutsche Lösung ein. Die Erhebung in den Grafenstand erfolgte in Wien am 21. Februar 1865. Er starb 1878 in Regensburg.

## Nachwirken

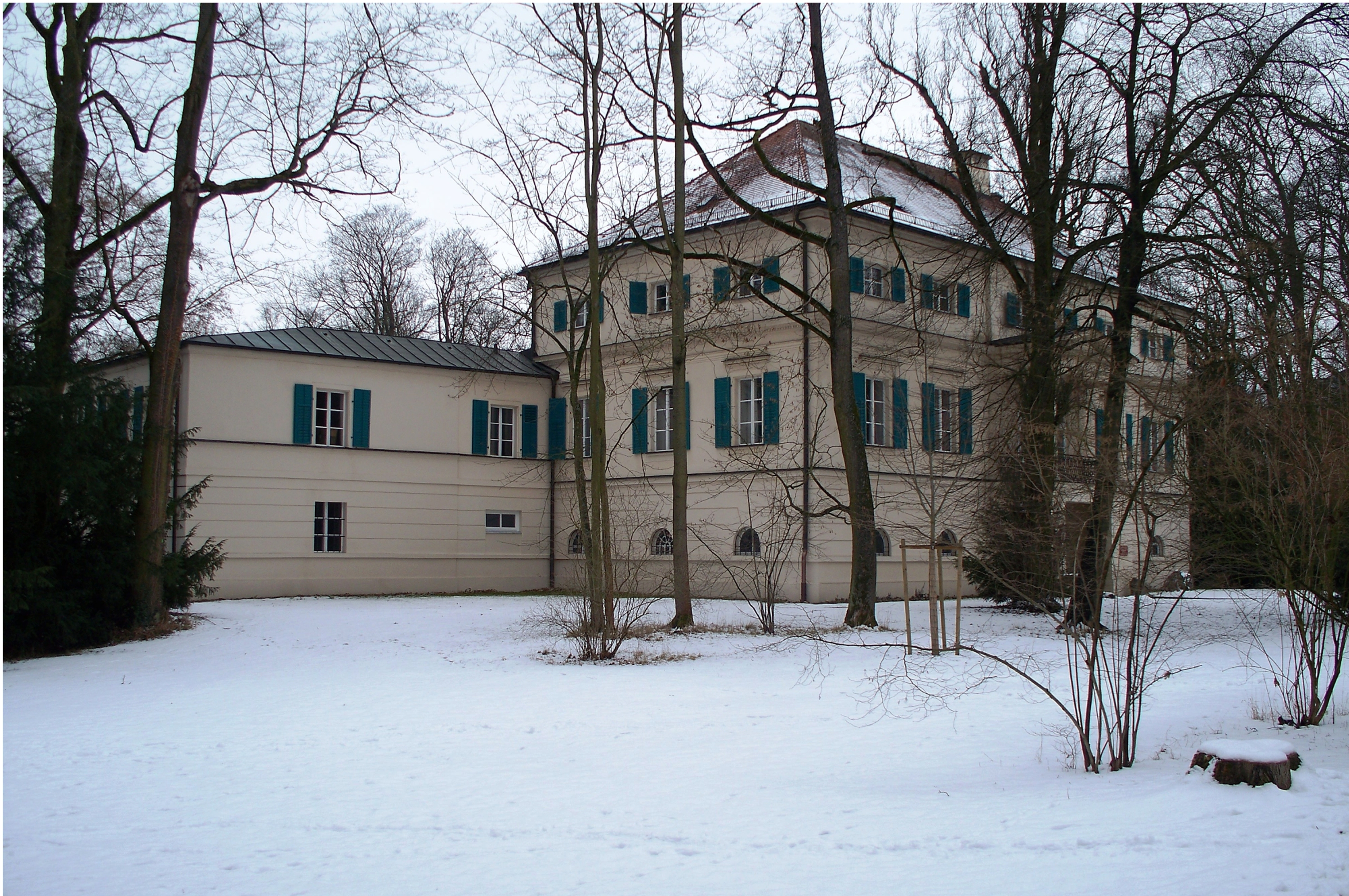
Dörnberg-Palais
(Ansicht von Ost)
(Nordflügel verdeckt)

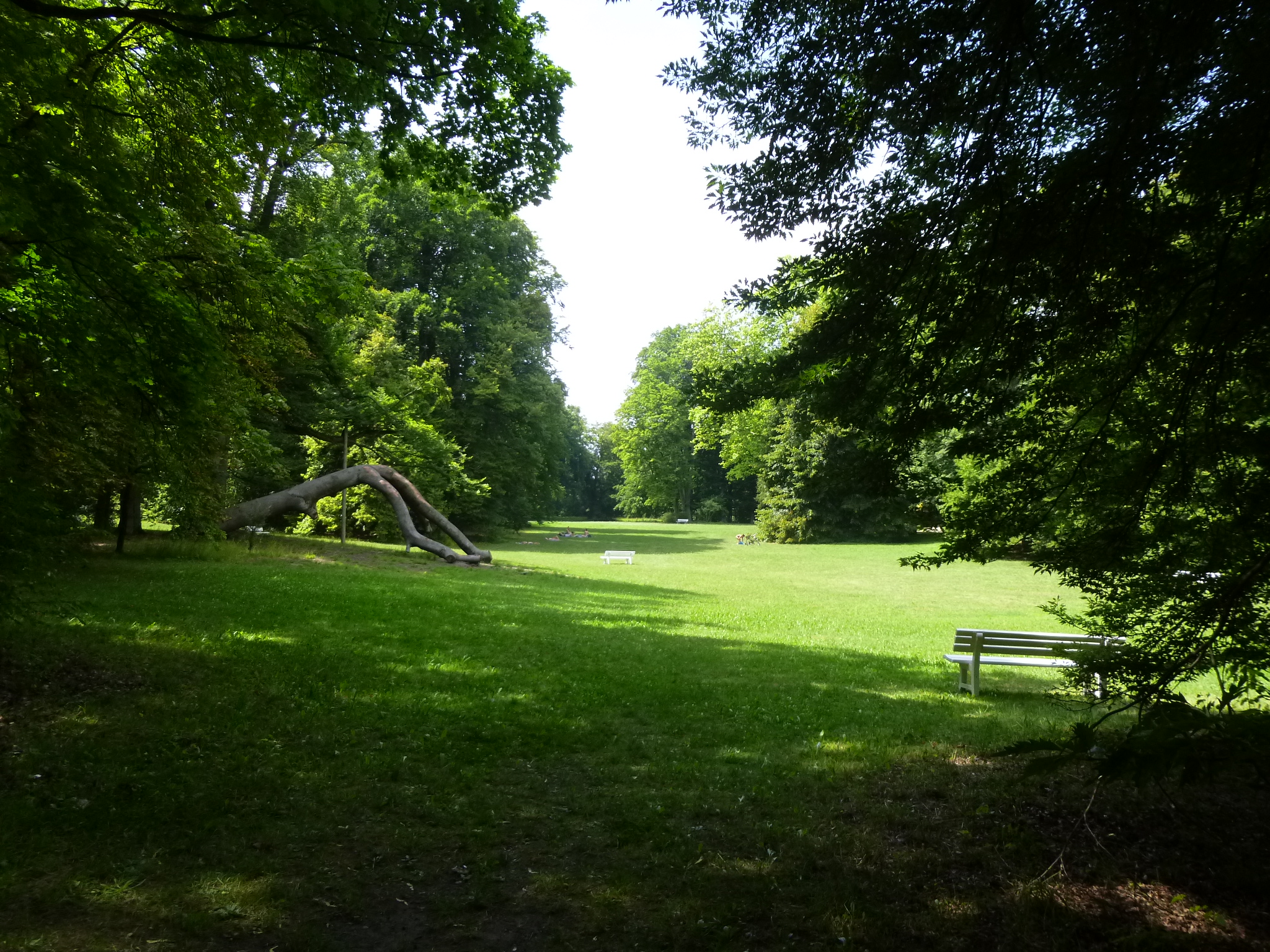
Dörnbergpark

Ernst Friedrich erwarb 1832 in Regensburg die Villa, die 1804–1806 nach Plänen des Hofarchitekten Emanuel Herigoyen vom jüdischen Hofbankier der Fürsten von Thurn und Taxis Philipp Reichenberger unter Bauleitung des fürstlichen Baudirektors Joseph Sorg erbaut worden war. 1834 ließ Ernst Friedrich die beiden Seitenflügel der Villa zu Wohnzwecken für seine erkrankte Schwester Wilhelmine Fürstin von Thurn und Taxis ausbauen und mit Korridoren an das Hauptgebäude anschließen. Damit entstand das Gebäude des heutigen Dörnbergpalais. Mit der Villa hatte Ernst Friedrich auch den zugehörigen Park erworben, den er beträchtlich auf die Größe des heutigen Dörnbergparks erweitern ließ. Der Park wurde in den Jahren von 1864 bis 1867 vom königlich bayerischen Hofgärtner Carl von Effner zu einem Englischen Landschaftspark umgestaltet. Aus dieser Zeit stammen auch die heute noch vorhandenen Parkbauten (Schweizer Haus, Gesellschaftshaus, Gärtner- und Gewächshaus) sowie die seitdem abgegangenen Gebäude (Maschinenhaus, Pferdestall und Wagenremise, Rinden-Häuschen, Pavillon).

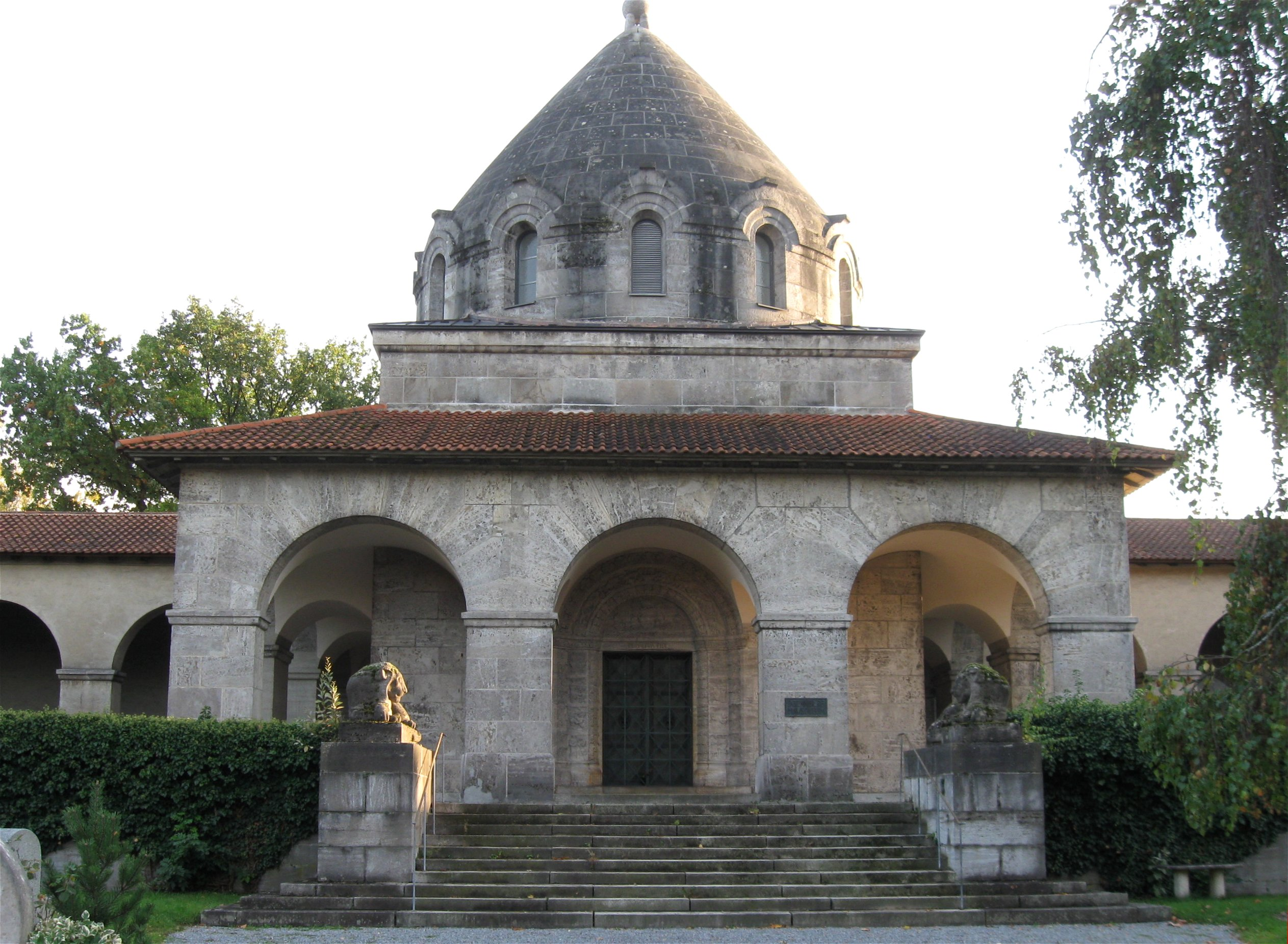
Dörnberg-Mausoleum
Evang. Zentralfriedhof
Regensburg

## Nachkommen und Begräbnisse
Sein Sohn, seit 1879 Ernst Graf von Dörnberg (1836–1897), kehrte nach Militärdienst in Österreich 1865 nach Regensburg zurück, unterstützte seinen Vater bei der Verwaltung des Vermögens und vermehrte das Vermögen nach dem Tod des Vaters noch erheblich. Er blieb unverheiratet, lebte zurückgezogen im Palais und hinterließ nach seinem Tod das gesamte Vermögen von 17,4 Millionen Mark für soziale Zwecke. In seinem Testament hieß es „Ich bestimme mein gesamtes Vermögen zur Unterstützung von Waisen, zu Stipendien, zur Gründung von wohltätigen und nützlichen Anstalten“. Der Park und der weitere Besitz wird bis heute von der „Gräflich von Dörnberg’schen Waisenfonds-Stiftung“ verwaltet.
Für Mitglieder der gräflichen Familie von Dörnberg, die auf dem Lazarusfriedhof begraben worden waren, wurde 1911/12 auf dem bereits 1898 eingeweihten neuen Evangelischen Zentralfriedhof nach Plänen des Architekten German Bestelmeyer für Mitglieder der Familie von Dörnberg ein Mausoleum in umfangreicher Natursteinausstattung gebaut. Das Mausoleum schloss den auf ansteigenden Gelände errichteten Friedhof am höchsten Punkt nach Süden ab und ist weithin zu sehen. Es zeichnet sich durch eine Freitreppe flankiert von lagernden Löwen und durch eine hohe steilbogige Steinkuppel in Muschelkalkverkleidung nach byzantinischem Vorbild aus. Über dem  Portal das Wappen der Familie von Dörnberg. Im Innenraum, überwölbt von einer im Jugendstil bemalten Flachkuppel, befindet sich der kreisrunde Gruftraum mit acht Grabkammern. Der Raum ist ausgeschmückt mit Mosaiken und einer großen Caritasfigur, sowie mit einer Büste des Sohnes Ernst von Dörnberg, mit dem die gräfliche Dörnbergsche Linie ausstarb.